# Święty Romaryk
Święty Romaryk, Romaryk z Remiremontu (ur. ok. 570 w Austrazji, zm. 8 grudnia 653 lub 655 w Remiremont) – drugi opat i współzałożyciel klasztoru w Villa Habendum (późniejszy fr. Remiremont od Remiré), święty Kościoła katolickiego.
Romaryk pochodził ze szlacheckiej rodziny Franków. Został referendarzem sądowym królów Austrazji: Teudeberta II i Chlotara II. Jego rodzice zostali zabici przez Brunhildę z uwagi na ich wrogi stosunek do królowej. Romaryk poświęcił się życiu religijnemu zostając mnichem i naśladowcą św. Kolumbana Młodszego, w  opactwie Luxeuil w Burgundii (obecnie Luxeuil-les-Bains), kapłana i przywódcy religijnego, który głosił zakładanie klasztorów w całym królestwie Franków i który opracował własną regułę zakonną. Za zgodą ówczesnego opata św. Eustazjusza, wraz ze swym przyjacielem św. Amatem,  Romaryk założył podwójny klasztor wzorując się na klasztorze św. Maurycego w Agaunum (obecnie Sankt Moritz) dla mężczyzn i kobiet, później nazwany Remiremont (Romarici Mons). Klasztor został zbudowany na ziemi Romaryka w Wogezach, otrzymanej w 620 roku od króla, gdy Święty był jeszcze palatynem. Amat został jego pierwszy opatem, po Romaryku Romanus, a następnie córka Romaryka Cecylia (Sigberg) uznana przez Kościół za świętą.
Romaryk zmarł w wieku ok. 85 lat.
Uroczystej translacji jego relikwii dokonał papież Leon IX w 1051 roku (odpowiednik dzisiejszej kanonizacji).
Jego wspomnienie liturgiczne obchodzone jest 8 grudnia.